# Baničevec
Baničevec je naseljeno mjesto u Republici Hrvatskoj u Zagrebačkoj županiji. 

## Zemljopis
Administrativno je u sastavu općine Rakovec. Naselje se proteže na površini od 3,29 km².

## Stanovništvo
Prema popisu stanovništva iz 2001. godine u naselju Baničevec živi 209 stanovnika i to u 57 kućanstava. Gustoća naseljenosti iznosi 63,53 st./km².
| broj stanovnika | 110   | 157   | 182   | 209   | 254   | 307   | 285   | 282   | 307   | 315   | 290   | 275   | 268   | 244   | 209   | 197   | 171   |
|                 | 1857. | 1869. | 1880. | 1890. | 1900. | 1910. | 1921. | 1931. | 1948. | 1953. | 1961. | 1971. | 1981. | 1991. | 2001. | 2011. | 2021. |

## Promet
Zapadno od Baničevca prolazi autocesta A4 (E65, E71), a sjeverno prolazi državna cesta D26.